# Trèfle irlandais

Le trèfle irlandais.

Le trèfle irlandais, ou shamrock, est l'un des symboles de l'Irlande. Le mot shamrock vient de l'irlandais seamróg qui est le diminutif de seamair et signifie « jeune trèfle ».
Le trèfle irlandais n'est pas une espèce botanique spécifique à l'Irlande, et désigne généralement le trèfle douteux (Trifolium dubium) ou le trèfle blanc (Trifolium repens), et en l'absence de consensus sur l'espèce précise, d'autres plantes à trois feuilles lui sont parfois associées, notamment l'oseille pour la forme en cœur de ses feuilles.  
Saint Patrick, l'un des saints patrons de l'Irlande, l'aurait utilisé comme métaphore de la Sainte Trinité chrétienne.

## Espèce botanique

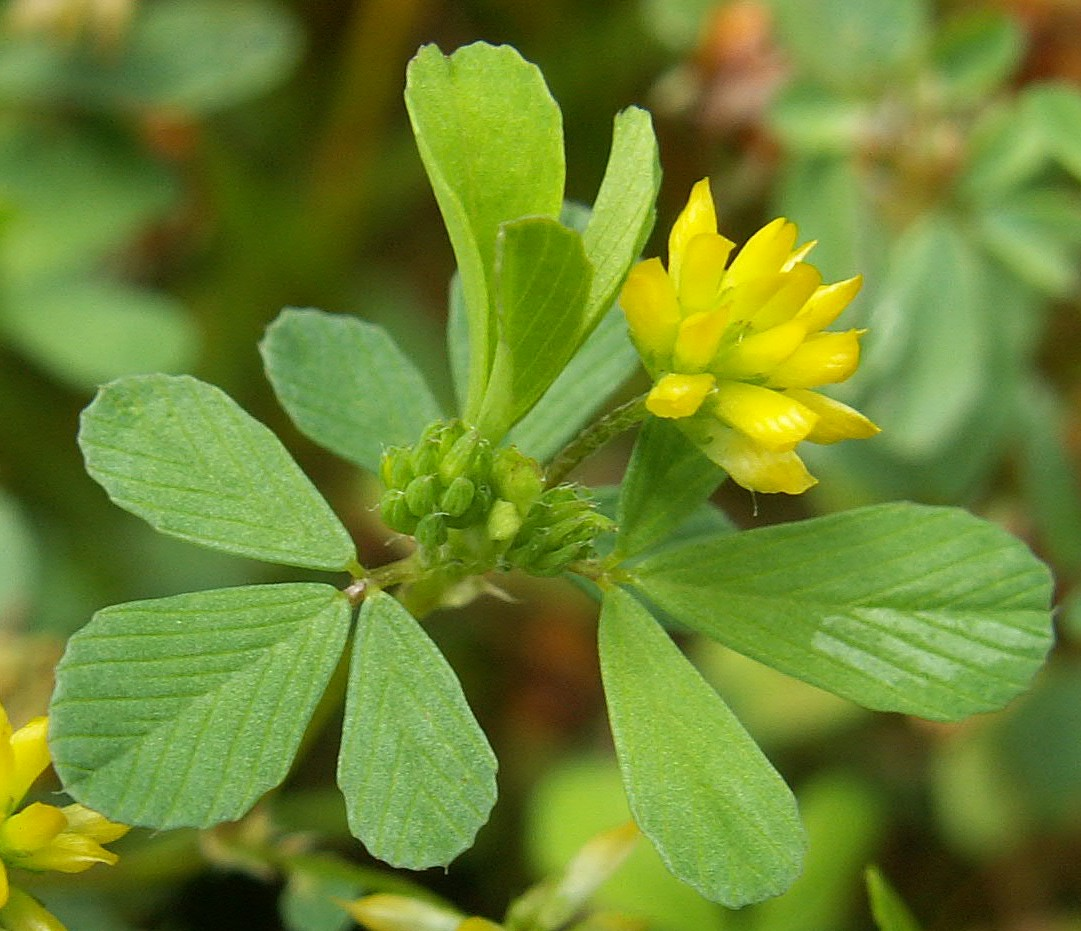
Trèfle douteux.

Il n’y a pas de consensus sur l’espèce botanique précise représentée par le trèfle irlandais, et l'histoire de la botanique a vu s'opposer de multiples avis.
En 1597, John Gerard dans The Herball or Generall Historie of Plantes l'identifie comme étant le trèfle des prés, suivi en 1726 par le botaniste irlandais Caleb Threlkeld dans Synopsis Stirpium Hibernicarum, le premier ouvrage entièrement consacré à la flore de l'Irlande, puis en 1737 par Carl von Linné dans Flora Lapponica, où il le nomme Chambroch et remarque : « Les Irlandais l'appellent Chambroch, qui est le trèfle des prés, et ils le consomment pour devenir prompts et lestes. »

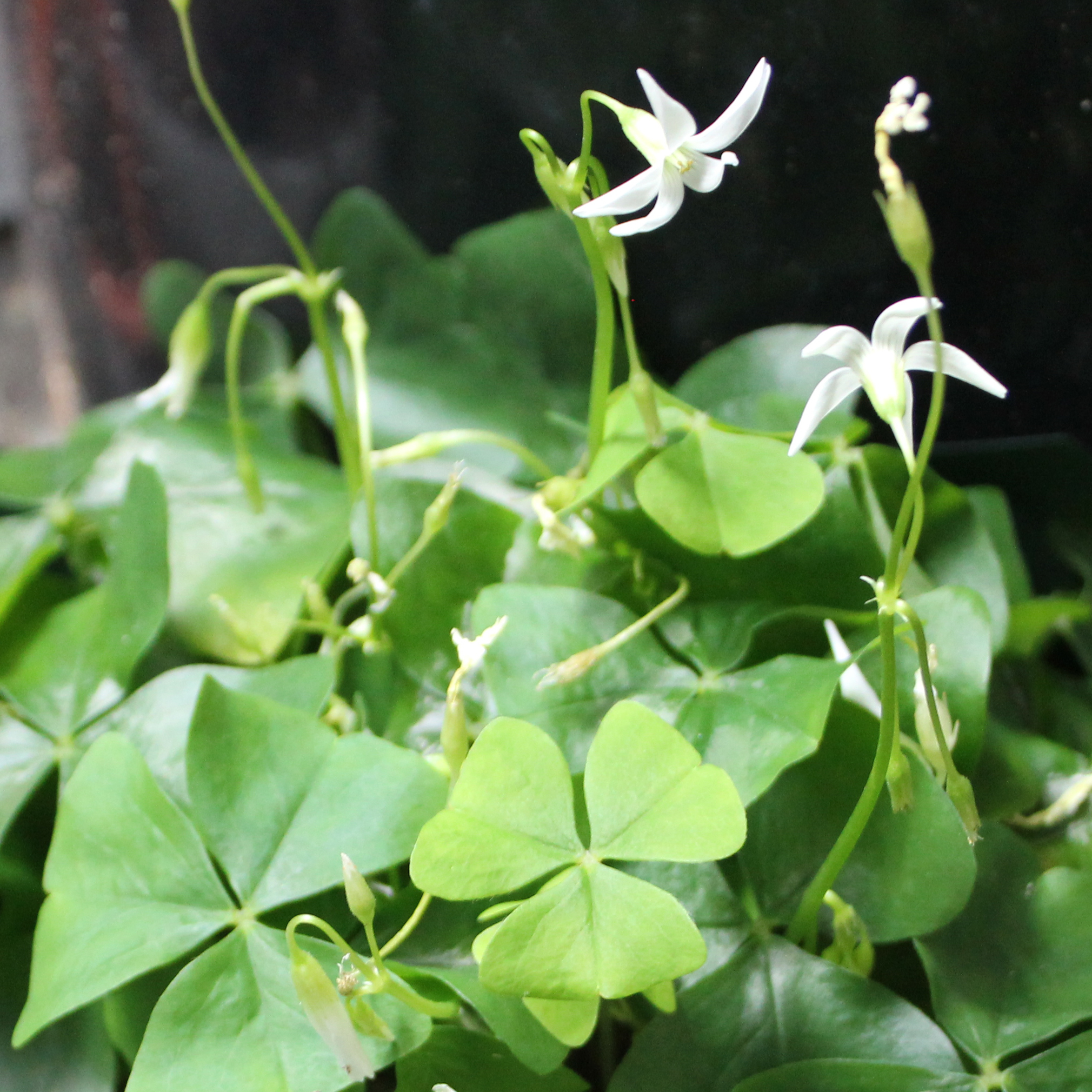
Oseille des bois.

En 1830, le botaniste londonien James Ebenezer Bicheno déclare dans un article du Journal of the Royal Institution of Great Britain que le shamrock est en fait l'oseille des bois. En se basant sur des propos anglais de l'ère élisabethaine, il conclut erronément que le trèfle n'a été introduit en Irlande qu'au milieu du XVIIe siècle, et que l'oseille des bois correspond mieux aux descriptions faites jusqu'à présent, notamment car elle est couramment consommée en légume ou en assaisonnement, contrairement au trèfle des prés.
En 1878, les Anglais James Britten (en) et Robert Holland écrivent dans leur Dictionary of English Plant Names que d'après leurs recherches, le trèfle douteux est l'espèce la plus fréquemment vendue à Covent Garden sous le nom de shamrock le jour de la Saint-Patrick, et qu'il est porté dans au moins 13 comtés d'Irlande.

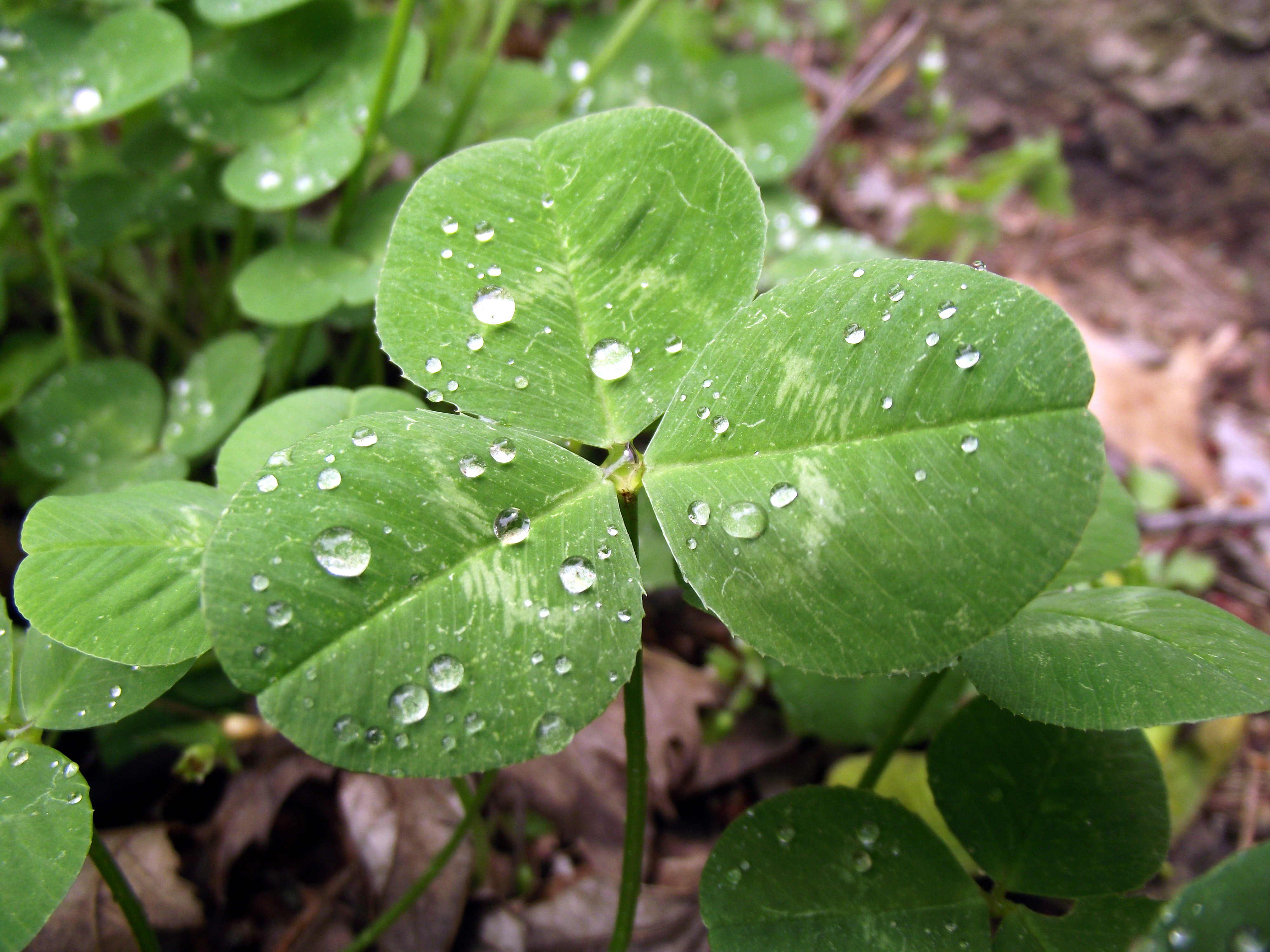
Trèfle blanc.

En 1893, Nathaniel Colgan, botaniste amateur à Dublin, demande à des habitants de différents comtés d'Irlande de lui envoyer un spécimen de trèfle irlandais pour déterminer ce que la majorité des Irlandais désigne par le terme shamrock,.
En 1988, un siècle après, le directeur des Jardins botaniques nationaux irlandais (en) E. Charles Nelson (en) reproduit la même démarche.
Les deux enquêtes montrent qu'il n'existe pas une seule vraie espèce de shamrock. La moitié des spécimens transmis sont des trèfles douteux, un tiers des trèfles blancs, et le reste se compose de trèfles violets, luzernes lupulines et oseilles des bois.

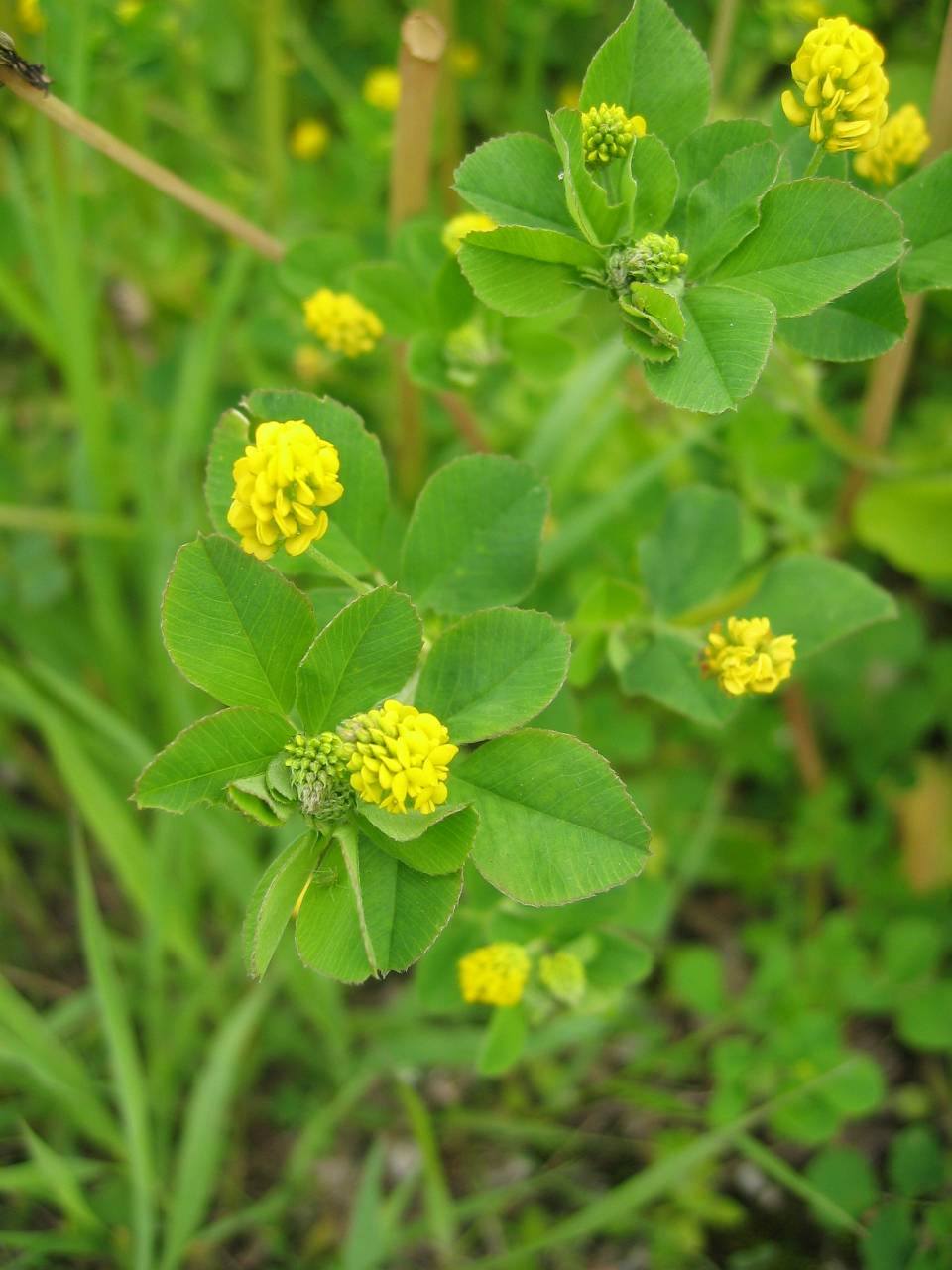
Luzerne lupuline.

| Nom botanique                      | Nom commun                         | Pourcentage | Pourcentage |
| Nom botanique                      | Nom commun                         | 1893        | 1988        |
| ---------------------------------- | ---------------------------------- | ----------- | ----------- |
| Trifolium dubium                   | Trèfle douteux                     | 51 %        | 46 %        |
| Trifolium repens                   | Trèfle blanc                       | 34 %        | 35 %        |
| Trifolium pratense                 | Trèfle violet                      | 6 %         | 4 %         |
| Medicago lupulina                  | Luzerne lupuline                   | 6 %         | 7 %         |
| Oxalis acetosella                  | Oseille des bois                   | _           | 3 %         |
| Divers Trifolium spp., Oxalis spp. | Divers Trifolium spp., Oxalis spp. | 3 %         | 5 %         |

## Premières occurrences du termeshamrock
Le mot shamrock est dérivé de « seamair óg » (« jeune trèfle » en irlandais).
Le terme semair apparaît très tôt dans la littérature irlandaise, généralement pour décrire une plaine fleurie de trèfles. Dans le recueil de poèmes médiévaux Metrical Dindshenchus (en), regroupant plusieurs documents rédigés entre la fin du XIVe et le début du XVIe siècle, un poème portant sur Tailtiu décrit une plaine couverte de shamrocks en fleur : « mag scothach scoth-shemrach ». Dans le livre Lives of saints, from the Book of Lismore, traduction de passages du Book of Lismore (en) datant d'autour de 1480, une histoire raconte comment Brigitte d'Irlande décida de rester à Kildare après avoir admiré la charmante plaine couverte de fleurs de shamrocks : « (...) aluinn scoithshemrach'na (...) ».

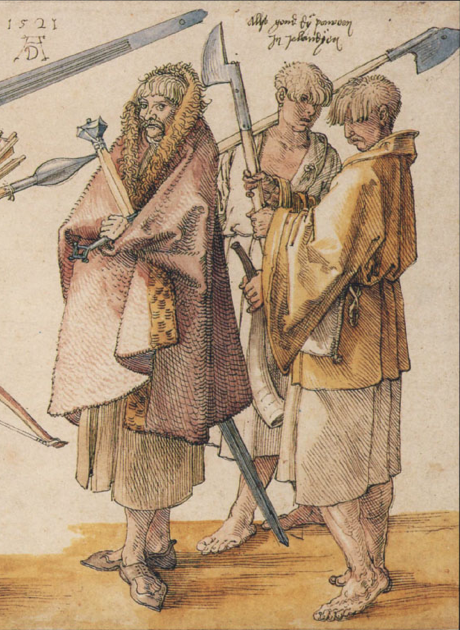
« Soldats et paysans irlandais », Albrecht Dürer (1521), détail.

La littérature irlandaise ne fait pas de distinction entre shamrock et « clover » (« trèfle »), et ce n'est qu'en anglais que shamrock apparaît comme un mot à part.
La première mention de shamrock en langue anglaise remonte à 1571 dans les travaux d'Edmond Campion. Dans son livre Boke of the Histories of Ireland, Campion décrit les habitudes des « Irlandais sauvages » : « Des shamrocks, des cressons, des racines et d'autres herbes dont ils se nourrissent. »
En 1596, dans son ouvrage A Veue of the present state of Irelande, Edmund Spenser décrit le Munster ravagé par la guerre après les rébellions des Geraldines du Desmond. Il raconte entre autres que le shamrock est utilisé comme nourriture par la population affamée :

« Tels des squelettes animés, gémissant comme des fantômes, se lamentant depuis leurs tombes ; ils se repaissent de charognes (...) et s'ils trouvent un plant de cresson ou de shamrock ils se jettent dessus comme pour festoyer, malgré tout incapables de continuer bien longtemps encore. »

L'idée selon laquelle les Irlandais mangeaient du shamrock est reprise dans les écrits de Fynes Moryson, ancien secrétaire du Lord Deputy d'Irlande. Dans son ouvrage de 1617, The Itinerary, Moryson décrit les « Irlandais sauvages », et affirme qu'« ils mangent volontiers l'herbe shamrock au goût piquant, que constamment pourchassés ils arrachent en courant dans les fossés, comme des animaux. » La référence à un goût piquant peut faire penser au goût amer de l’oseille des bois.
La consommation de shamrock par les Irlandais a été largement répétée dans des ouvrages ultérieurs et semble être une confusion avec le mot irlandais seamróc désignant l'oseille des bois. Aucune preuve provenant d'une source irlandaise n'atteste qu'ils mangeaient du shamrock, par contre il existe des preuves qu'ils mangeaient de l'oseille. Par exemple, dans l'œuvre irlandaise médiévale Buile Shuibhne (La folie de Suibhne), écrite probablement entre les XIIIe et XVe siècles, le roi Sweeney, devenu fou et vivant dans les bois en ermite, cite l'oseille (wood-sorrels) parmi les plantes dont il se nourrit.

## Légende de saint Patrick et coutumes associées

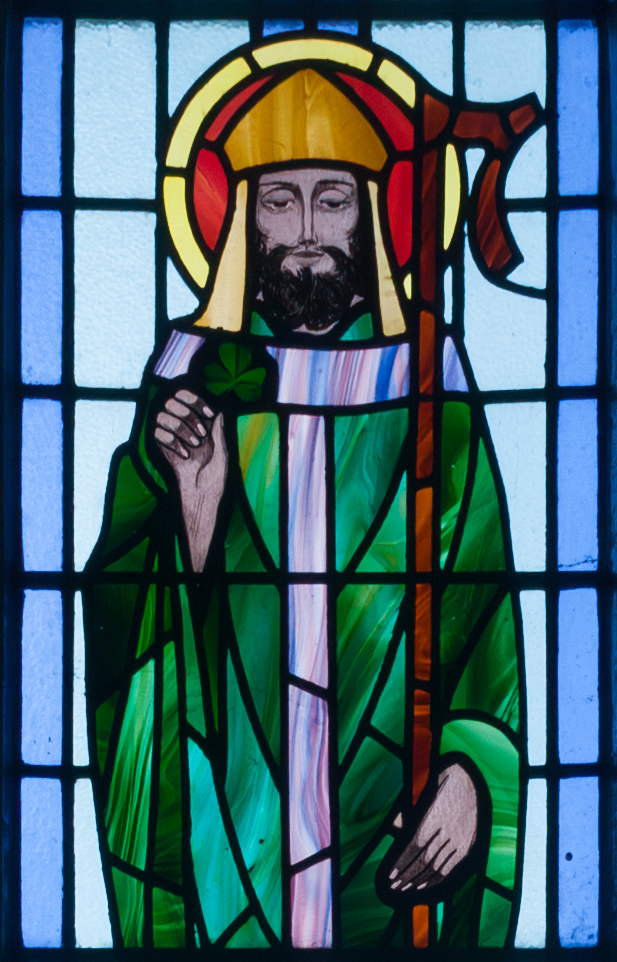
Saint Patrick avec un trèfle, détail du vitrail de l'église Saint-Bénin à Kilbennan en Irlande.

Selon la tradition locale, le trèfle aurait été utilisé par saint Patrick pour illustrer la doctrine chrétienne de la Sainte Trinité lors de la christianisation de l'Irlande au Ve siècle.
Rien ne prouve que les Celtes considéraient le trèfle comme étant sacré, mais ils possédaient déjà le concept de divinité triple, avec la triade Banba, Ériu et Fódla, ou encore la triade Bodb, Macha et Morrigan.
À ce jour, la plus ancienne association authentifiée du trèfle et de saint Patrick date de 1675 sur des pièces de monnaie, où l'on voit une figure de saint Patrick avec un trèfle à la main devant une foule.

La première mention écrite date de 1681 dans le récit de Thomas Dineley, un voyageur anglais : 

« Le 17 mars de chaque année est la Saint-Patrick, une fête immuable, où vous Irlandais de toutes conditions portez des croix sur vos chapeaux, faites d'épingles, de ruban vert, et les vulgaires superstitieux portent des trèfles, herbe à trois feuilles, qu'ils mangent (disent-ils) pour avoir une haleine fraîche. »

La légende de saint Patrick utilisant le trèfle pour évangéliser l'Irlande apparaît par écrit pour la première fois dans le Synopsis stirpium Hibernicarum publié en 1726 par le botaniste Caleb Threlkeld. Threlkeld commence par identifier le shamrock comme étant le trèfle des prés puis commente les coutumes associées à la Saint-Patrick :

Dans cette citation, Threlkeld fait référence à la coutume de noyer le trèfle, c'est-à-dire de porter un toast à la mémoire de saint Patrick avec le pot de saint Patrick. Après la messe du jour de la Saint-Patrick, la coutume des hommes était de rompre le jeûne du Carême et de se rendre à la taverne la plus proche pour marquer l'occasion : 

« « La noyade du trèfle » n'implique en aucun cas qu'il soit nécessaire de s'enivrer. À la fin de la journée, le trèfle qui a été porté sur le manteau ou le chapeau est retiré et mis dans le dernier verre de grog ou de punch ; une fois le toast honoré, le trèfle est retiré du fond du verre et jeté par-dessus l'épaule gauche. »

— Lord Walter Fitzgerald, Journal of the County Kildare Archaeological Society, 1908
En 1607, le dramaturge Edward Sharpham dans sa pièce The Fleire fait référence à la possibilité de noyer le trèfle dans l'usquebaugh (whisky) lorsqu'il égrène une liste de visiteurs :
« Maister Oscabath the Irishman: and Maister Shamrough his Lackey »
« Maître Oscabath l'Irlandais: et Maître Shamrough son Servant »
En 1630, le poète John Taylor publie l'ouvrage Sir Gregory Nonsence qui contient les lignes :
« Whilst all the Hibernian Kernes in multitudes, Did feast with Shamerags stew'd in Vsquebagh. »
« Pendant que la multitude de soldats Hiberniens, se régalaient de trèfles marinés dans le whisky. »

## Symbole de l'Irlande

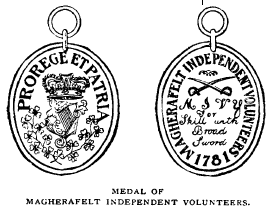
Médaille décernée aux Premiers Volontaires de Magherafelt pour leur habileté avec le sabre.

Le trèfle est utilisé comme symbole de l'Irlande depuis le XVIIIe siècle.
Il est passé d'un symbole uniquement associé à la Saint-Patrick à un symbole national lorsqu'il a été adopté comme emblème par des milices rivales vers la fin du XVIIIe siècle. D'un côté se trouvaient les Volontaires irlandais, milices locales censées défendre l'Irlande contre une éventuelle invasion française et espagnole après le rertrait des soldats britanniques mobilisés pour la guerre d'indépendance des États-Unis. De l’autre côté se trouvaient des groupes nationalistes révolutionnaires, comme la Société des Irlandais unis.
Chez les Volontaires, le trèfle est utilisé sur les étendards des Royal Glin Hussars formés en juillet 1779 par le chevalier de Glin (en), et sur les drapeaux des Limerick Volunteers, des Castle Ray Fencibles et des Braid Volunteers,.
Les Irlandais unis adoptent le vert comme couleur révolutionnaire en référence au trèfle, et portent des uniformes ou des rubans verts sur leur chapeau. La chanson The Wearing of the Green (en) qui commémore leurs exploits mentionne le trèfle. Ils utilisent comme étendard le drapeau Erin go bragh (en), et en 1799 un journal révolutionnaire intitulé The Shamroc parut brièvement.

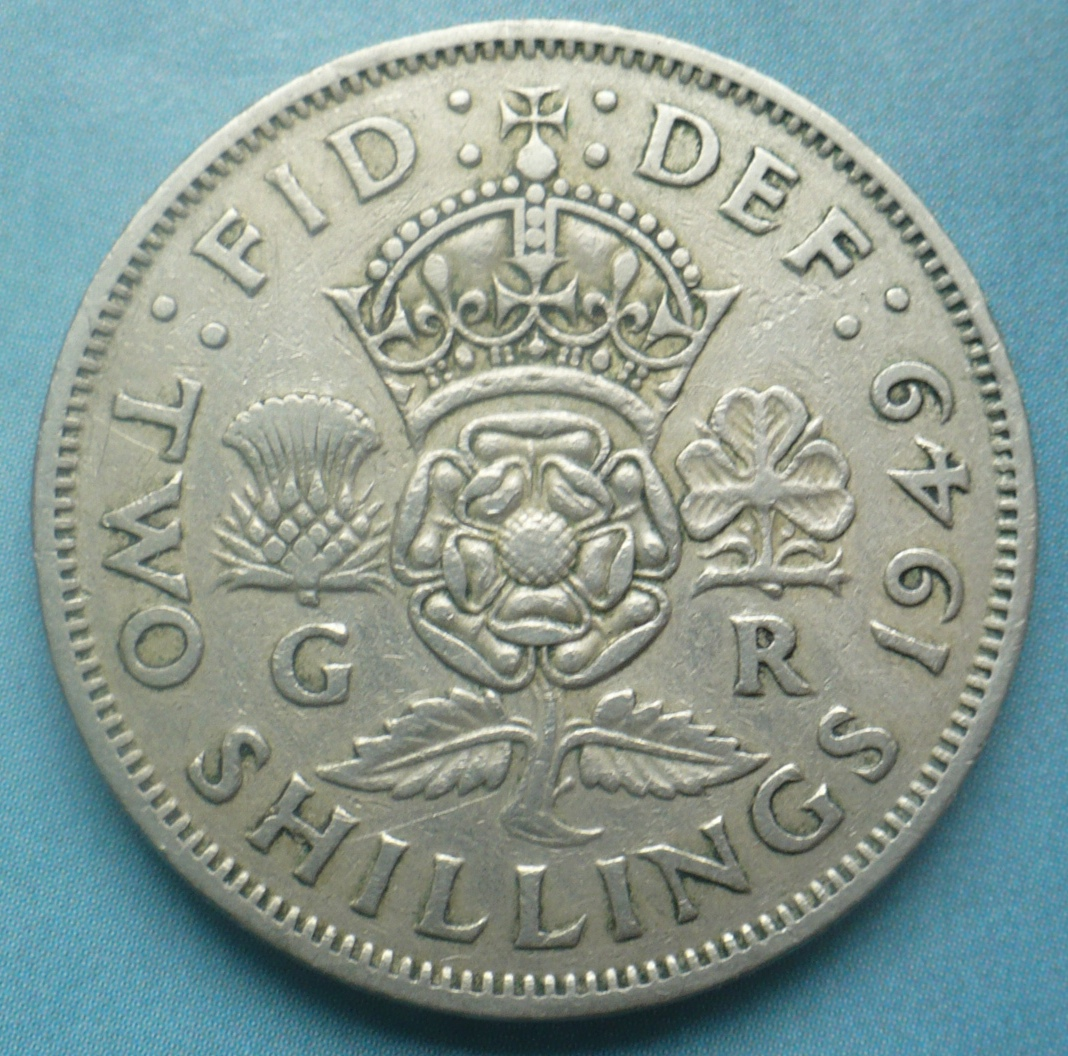
Pièce britannique de deux shillings (1949).

Depuis les Actes d'Union de 1800 entre la Grande-Bretagne et l'Irlande, le trèfle a été intégré aux armoiries royales du Royaume-Uni, représenté poussant à partir de la même tige que la rose d'Angleterre et du chardon d'Écosse pour symboliser l'unité des trois royaumes. Depuis lors, le trèfle apparaît régulièrement aux côtés de la rose, du chardon et (parfois) du poireau pour le pays de Galles sur les pièces de monnaie britanniques ainsi que sur les timbres. Les motifs de la rose, du chardon et du trèfle apparaissent également régulièrement sur les bâtiments publics britanniques comme le palais de Buckingham.
Tout au long du XIXe siècle, le trèfle en tant que symbole de l'Irlande s'est popularisé et a été représenté sur de nombreux objets tels que des couvertures de livres et des cartes postales de la Saint-Patrick. Il est mentionné dans de nombreuses chansons de l’époque, comme la ballade populaire The Shamrock Shore, ou dans les œuvres de Thomas Moore.

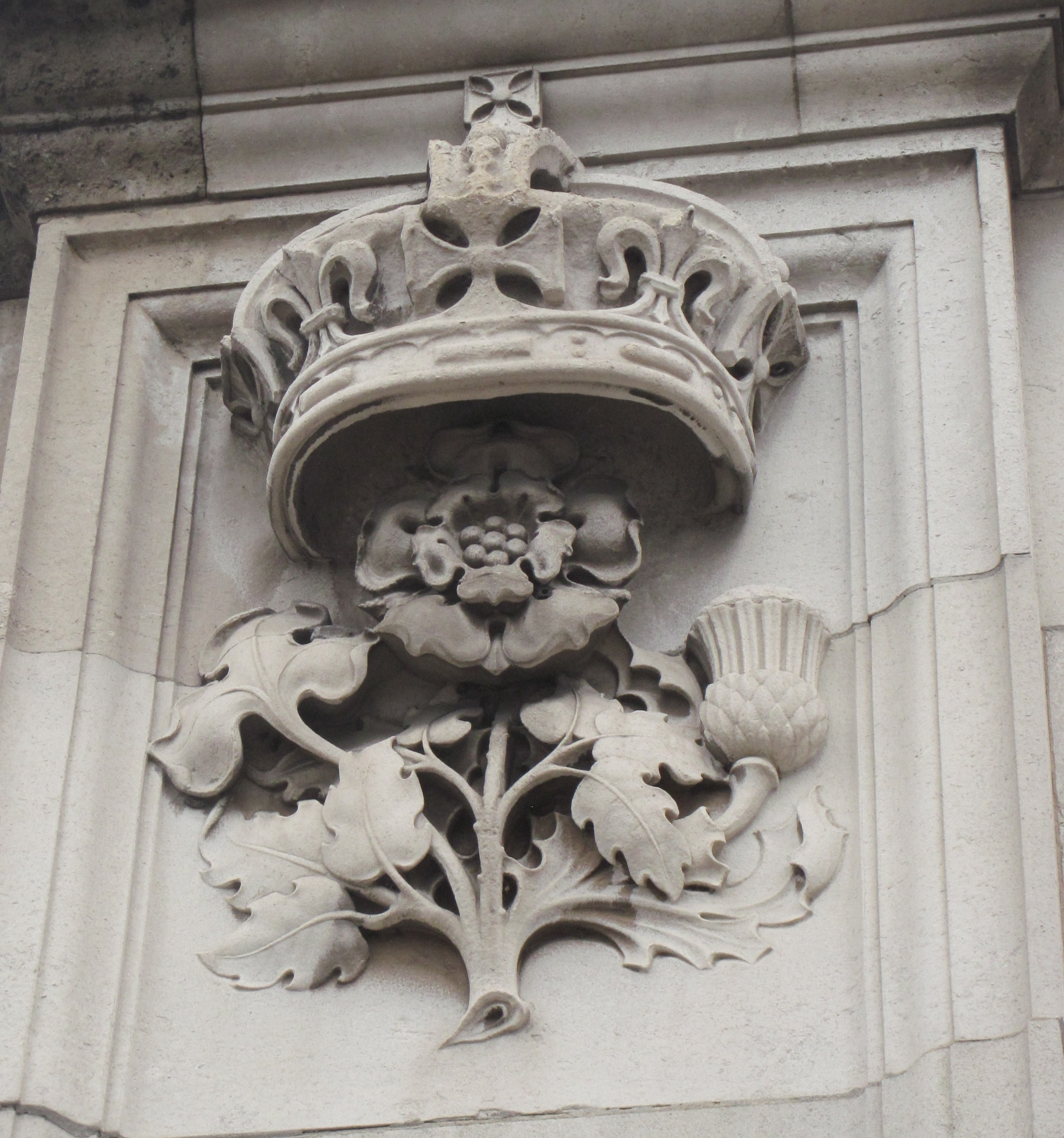
Trèfle, rose et chardon au palais de Buckingham.

Le trèfle a été déposé comme emblème d'État par le gouvernement de l'Irlande. Au début des années 1980, une compagnie allemande a attaqué en justice l'Irlande sur leur utilisation du trèfle sur le territoire allemand. Ayant initialement perdu, l'Irlande a gagné en appel devant la Cour suprême allemande en 1985.

## Symbole Unicode
En Unicode, le symbole est :
U+2618 ☘ trèfle irlandais 